# Pjotr Petrowitsch Wereschtschagin

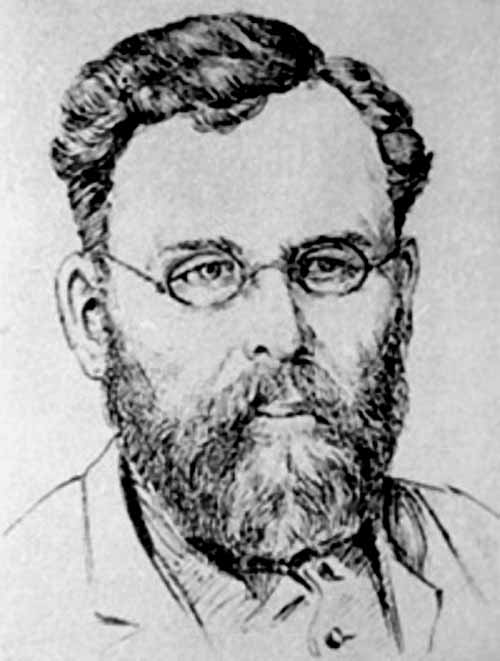
Pjotr Petrowitsch Wereschtschagin, vor 1886

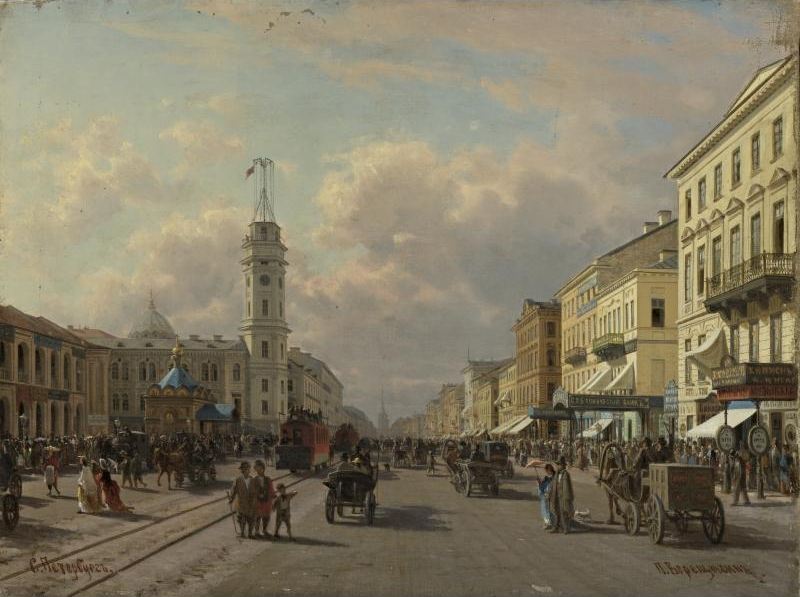
Newski-Prospekt Sankt Petersburg

Ansicht von Perm

Markttag in Nischni Nowgorod

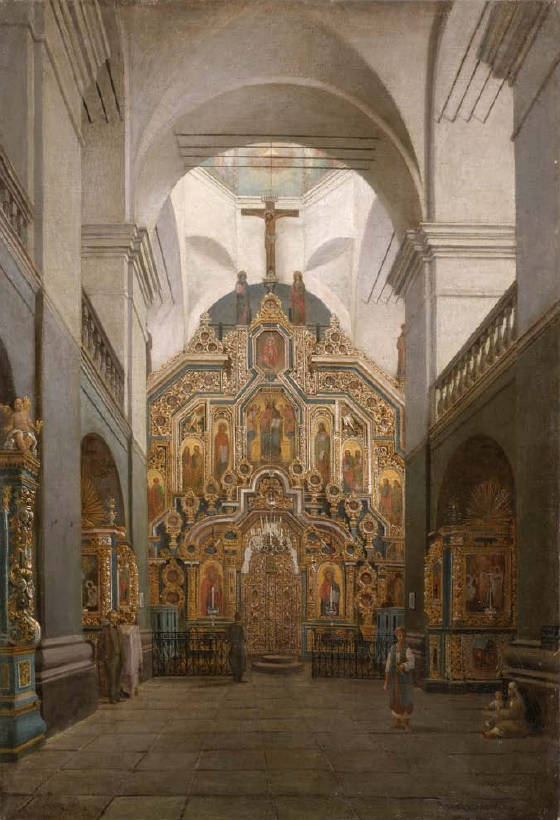
Innenansicht der Verklärungskathedrale des Meschigorski-Klosters

Pjotr Petrowitsch Wereschtschagin (russisch Пётр Петрович Верещагин; * 14. Januar 1834 oder 1836 in Perm; † 16. Januar 1886 in Sankt Petersburg) war ein russischer Maler, bekannt vorwiegend durch seine Landschaftsgemälde.

## Leben
Pjotr Petrowitsch Wereschtschagin, nicht zu verwechseln mit dem Kriegsmaler Wassili Wassiljewitsch Wereschtschagin, war der Bruder des Malers Wassili Petrowitsch Wereschtschagin (1835–1909). Anfänglich machte er sich einen Namen als Freskomaler. Später studierte er an der Akademie der Künste in Sankt Petersburg, wo er sich auf Landschaftsmalerei spezialisierte. Pjotr Petrowitsch Wereschtschagin gehört zu den wenigen Malern der zweiten Hälfte des 19. Jahrhunderts, die stilistisch der Schule von Fjodor Jakowlewitsch Alexejew (um 1754–1824) zuzurechnen sind. Besonders geschätzt wurde Pjotr Wereschtschagin für seine gute Perspektivendarstellung und Ansichten von Landschaften und Städten, die auf Reisen durch Russland und darüber hinaus entstanden. Hierbei kam er unter anderem nach Moskau, Sankt Petersburg, Finnland, auf die Halbinsel Krim, in den Kaukasus, nach Kiew, Sewastopol und in den Ural. Ab 1868 wurden seine unterwegs entstandenen Werke häufig auf Ausstellungen der Akademie gezeigt. 1873 wurde er schließlich Akademiemaler. Werke von Pjotr Petrowitsch Wereschtschagin finden sich heute unter anderem in der Tretjakow-Galerie in Moskau und im Russischen Museum in St. Petersburg.

## Werkauswahl
- Innenansicht der Verklärungskathedrale des Meschigorski-Klosters in der Region um Meschigorje, heute Guta Meschigorskaya, bei Kiew (Kiewo Meschigorski Spasso-Preobraschenski, ehemals Hauptkloster der Saporoger Kosaken; da das Gebäude 1935 zerstört wurde, erlangte das Gemälde außerordentlichen Quellenwert). Auf dem Gemälde soll sich Wereschtschagin auch selbst dargestellt haben (links).[3][4]
- Wasserfall in Gurschewi (Südwestgeorgien)[5]
- Mzchet[6]
- Bildnis W.P. Jusefowitsch (1863)[7]
- Kiew, Kai (1801/1900)[8]
- Stadt Wladimir[9]
- Ansicht von Perm
- Ansicht der Peter-und-Paul-Festung und der Börse von Sankt Petersburg
- Heustock an der Wolga
- Ansicht des Tschussowaja-Flusses
- Blick auf den Newski-Prospekt[10]
- Blick auf den Kreml in Moskau[11]
- Markttag in Nischni Nowgorod